# DeMar DeRozan
DeMar Darnell DeRozan (Compton, 7 agosto 1989) è un cestista statunitense, che gioca come ala piccola in NBA con i Sacramento Kings.

## Biografia
Nato e cresciuto a Compton da Frank e Diane DeRozan, a sua madre è stato diagnosticato il lupus eritematoso sistemico quando DeMar era piccolo. Ha dichiarato di soffrire di depressione.

## Caratteristiche tecniche
Gioca come guardia e ala piccola, è abile a giocare in isolamento in area, bravo in palleggio, ma soffre nel tiro da 3 punti. Ha dichiarato d'ispirarsi a Kobe Bryant.

## Carriera

### Toronto Raptors

#### 2009-2015: gli inizi

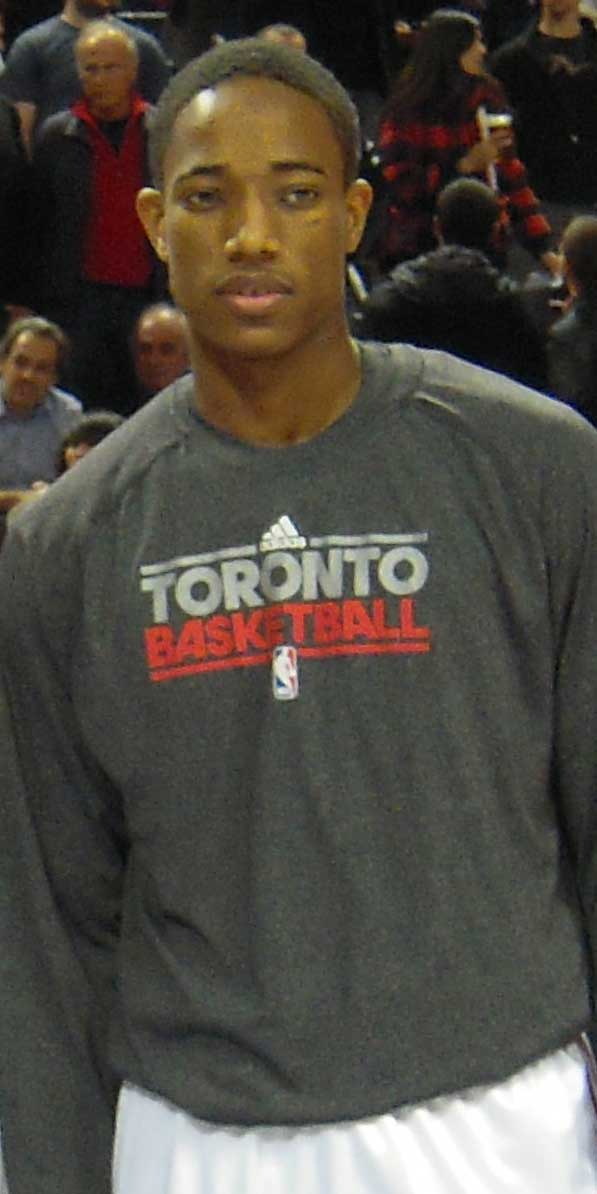
DeRozan nel 2010

L'8 aprile 2009 DeRozan annuncia che entrerà a far parte del Draft NBA. Il 25 giugno viene chiamato come nona scelta assoluta dai Toronto Raptors e il 9 luglio firma il contratto da rookie.
Per due volte viene scelto per partecipare alla gara delle schiacciate: nel 2010 si piazza al secondo posto dietro Nate Robinson e nel 2011 arriva quarto nella gara vinta da Blake Griffin, dopo aver sostituito l'infortunato Brandon Jennings.
Il 30 gennaio 2014 viene scelto per partecipare all'All Star Game come riserva per la squadra dell'est. Il 28 marzo, per la prima volta dal 2008, assicura ai Toronto Raptors la qualificazione ai Playoffs. La stagione 2013–14 fu quella di svolta nella carriera di DeRozan, mantenendo (all'epoca massimo in carriera) 22.7 punti, 4.3 rimbalzi e 4.0 assist di media per partita. Condusse i Raptors a un record di 48–34 e ad un terzo posto nella Eastern Conference. I suoi primi Playoffs si concludono con una eliminazione al primo turno (in sette gare) contro i Brooklyn Nets.
Il 31 marzo 2015 realizza la sua miglior prestazione fino a quel momento, mettendo a referto 42 punti e 11 rimbalzi nella partita contro gli Houston Rockets. Il 17 aprile viene nominato Giocatore del Mese della Eastern Conference, diventando il terzo nella storia della franchigia a ottenere tale riconoscimento (assieme a Chris Bosh e Kyle Lowry). L'esperienza ai Playoffs dello stesso anno si conclude, però, di nuovo al primo turno: Washington avrà la meglio in sole 4 partite.

#### 2015-2018: il consolidamento come All-Star

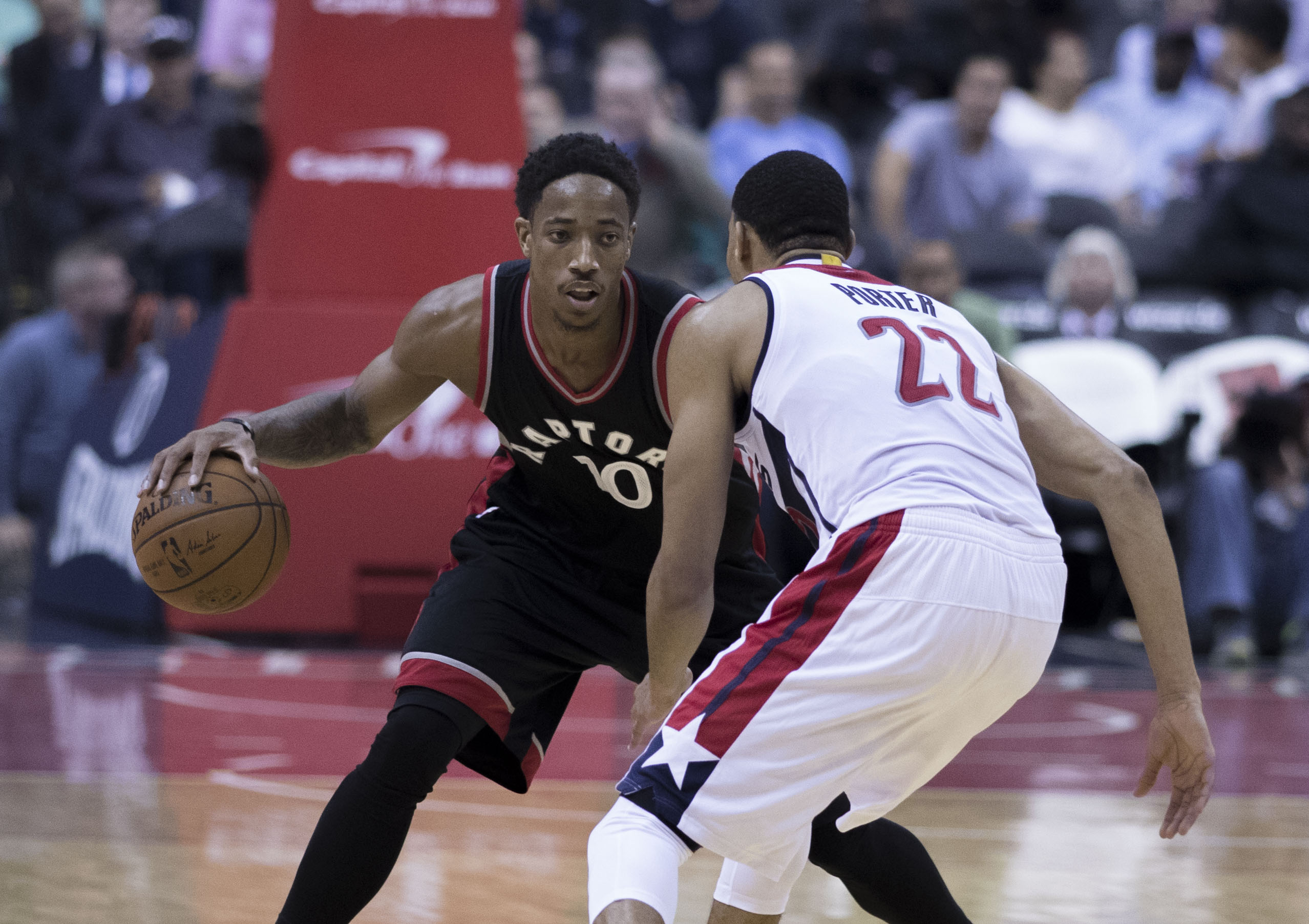
DeRozan in palleggio.

Viene selezionato per la seconda volta in carriera a giocare all'All Star Game e, il 2 febbraio, viene eletto Giocatore del Mese di gennaio assieme al compagno Kyle Lowry: Toronto concluse il mese con un record di 12-2, di cui 11 vittorie consecutive. Il 22 febbraio diventa il giocatore più vincente nella storia della franchigia (233 vittorie) superando Chris Bosh e Morris Peterson. Il 4 marzo, nella vittoria contro i Portland Trail Blazers per 117-115, realizza un nuovo record NBA: riesce a segnare, infatti, 24 tiri liberi consecutivi. Conclusa la Regular Season al secondo posto nella Eastern Conference, i Raptors battono al primo round gli Indiana Pacers in sette gare: DeRozan segna 30 punti nell'ultima gara e, per la prima volta nella sua carriera, avanza alle semifinali di Conference. Battuti anche i Miami Heat in sette gare (tra cui una prestazione da 34 punti in gara 5), vengono eliminati dai Cleveland Cavaliers: notevole fu la sua prestazione da 32 punti in gara 4 che riportò per l'ultima volta in parità la serie. 

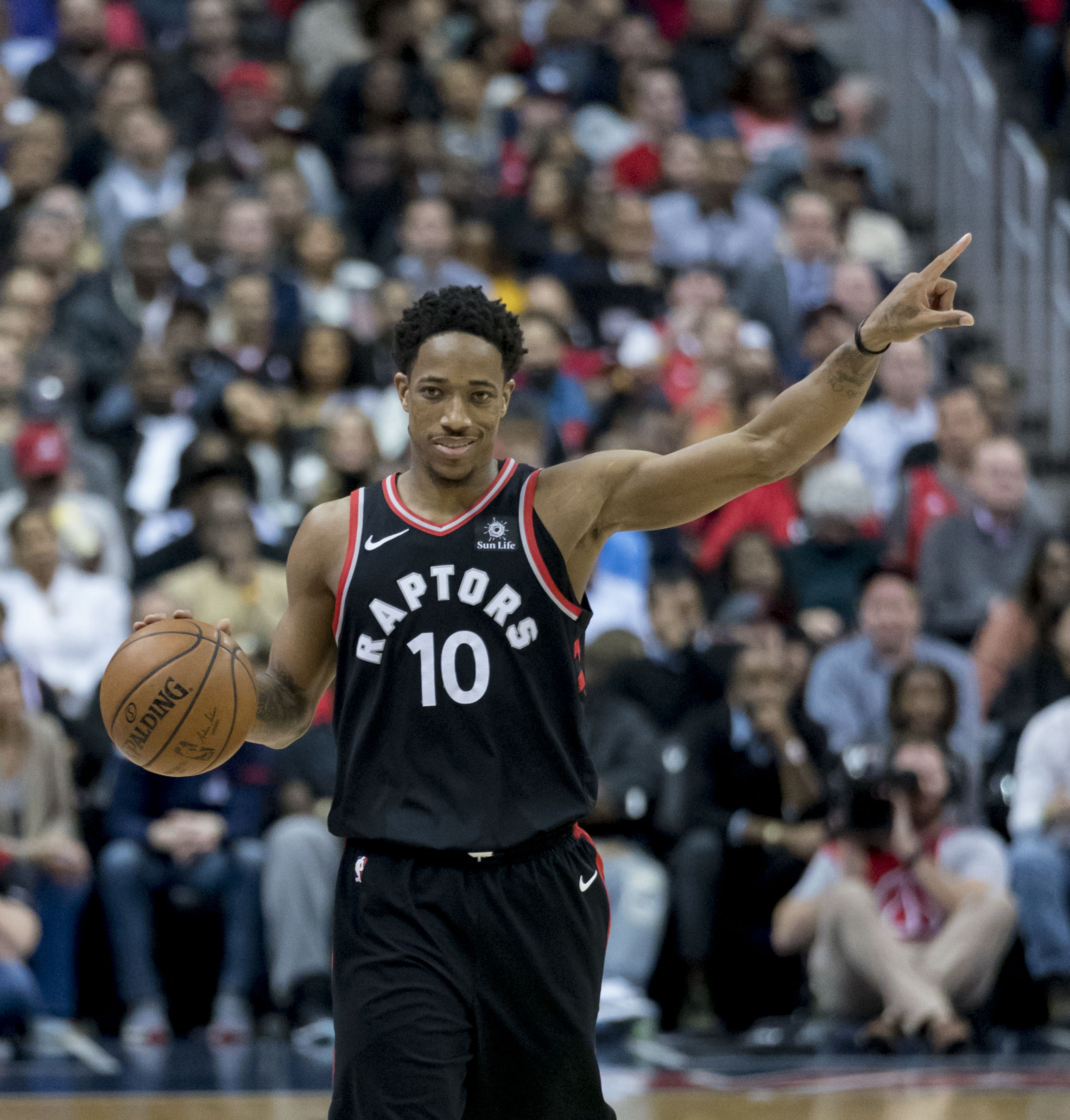
DeRozan a Toronto

Il 14 luglio DeRozan firma un contratto con Toronto della durata di cinque anni e dal valore di 139 milioni di dollari. Il 5 novembre 2016 con i 34 punti segnati nella vittoria della sua squadra contro i Miami Heat, è diventato il primo giocatore NBA dai tempi di Michael Jordan (stagione 1986/1987) a mettere a referto almeno 30 punti nelle prime 5 gare di una regular season. Il 28 dicembre sorpassa il record di Chris Bosh (10275 punti) e diventa il miglior realizzatore della storia della franchigia. Il 19 gennaio viene nominato nel quintetto titolare che prende parte all'All Star Game 2017. Il 28 marzo 2017 è stata la sua 12ª partita in regular season in cui ha segnato almeno 35 punti, stabilendo un nuovo record in una singola stagione per i Toronto Raptors. Il 9 Aprile 2017, con i 35 punti messi a segno contro i Knicks, diventò il secondo giocatore dei Raptors nella storia dopo Vince Carter a segnare almeno 2000 punti in stagione. Con l'aiuto di una prestazione da 32 punti, i Toronto Raptors battono in sei gare i Milwaukee Bucks nel primo round dei Playoffs, ma vengono eliminati in quattro gare di nuovo dai Cleveland Cavaliers. Il 18 maggio viene inserito nel terzo quintetto All-NBA per la prima volta in carriera.
Dopo aver lavorato a lungo durante l'estate sul suo tiro da tre punti, il 21 dicembre contro i Philadelphia 76ers (vinta 114-109) segna sei triple su nove tentativi, record in carriera. Il 1º Gennaio 2018 realizza la sua miglior prestazione realizzando 52 punti e 8 assist nella partita contro i Milwaukee Bucks, diventando il giocatore dei Toronto Raptors con più punti realizzati in una partita, superando Vince Carter e Terrence Ross fermi a 51. Il 18 gennaio viene confermato titolare all'All Star Game, venendo scelto dal team capitanato da Stephen Curry. Viene inoltre nominato Giocatore del Mese (gennaio) per la Eastern Conference. Grazie al suo contributo durante la stagione, Toronto riesce ad ottenere il primo posto della Eastern Conference, con un record di 59-23. Durante i Playoffs, nel primo round, registra 37 punti (eguagliando il suo massimo in carriera per una partita di postseason) contro Washington. Dopo aver vinto la serie in sei partite, vengono eliminati di nuovo dai Cleveland Cavaliers. DeRozan venne nominato nel secondo quintetto All-NBA, migliorando il risultato della stagione precedente.

### San Antonio Spurs

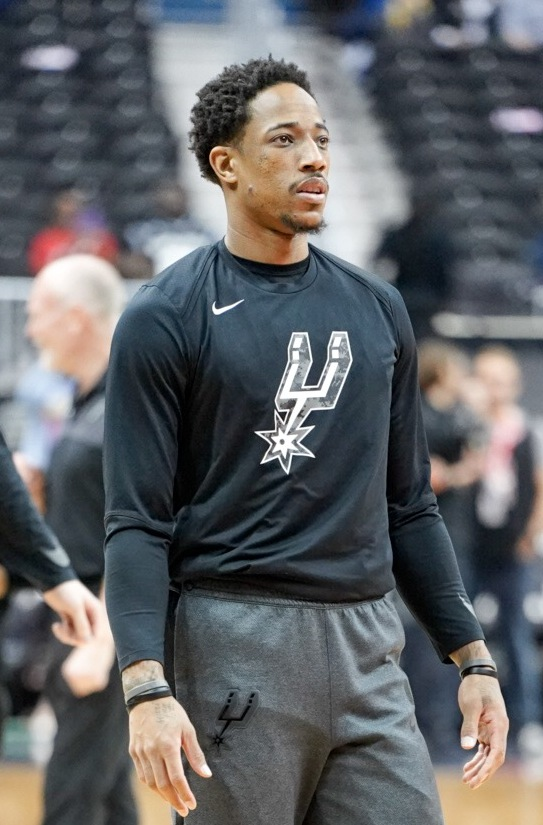
DeRozan con gli Spurs

Il 18 luglio 2018, DeRozan viene scambiato insieme a Jakob Pöltl ed una scelta protetta del draft 2019, in cambio di Kawhi Leonard, Danny Green e 5 milioni di dollari, diventando così un giocatore dei San Antonio Spurs. Stando alle parole di DeRozan lui è stato tenuto completamente all’oscuro dello scambio dalla dirigenza. Il 3 gennaio realizza la sua prima tripla doppia in carriera nella partita contro i Toronto Raptors (vinta 125-107) mettendo a referto 21 punti, 14 rimbalzi e 11 assist.. In gara 4 dei playoff contro i Denver Nuggets, DeRozan viene espulso per aver lanciato la palla contro l'arbitro per avergli fischiato fallo.

### Chicago Bulls
L'11 agosto 2021 passa ai Chicago Bulls in cambio di Thaddeus Young, Al-Farouq Aminu, una prima scelta protetta e due seconde scelte al Draft.
Nel corso della stagione mette a segno per primo nella storia della NBA due buzzer beater in due partite consecutive, rispettivamente contro gli Indiana Pacers e contro i Washington Wizards.
A fine regular season riporta i Chicago Bulls ai playoff dopo diversi anni.
Il 28 ottobre 2022, nella partita persa 129-124 contro i San Antonio Spurs, supera i 20000 punti segnati in carriera festeggiati in campo da un time-out chiamato da Gregg Popovich, coach avversario.

### Sacramento Kings
Nell'estate del 2024 è passato ai Sacramento Kings con il numero 10 ed è uno dei trascinatori della squadra, con una media di oltre 20 ppg.

### Nazionale

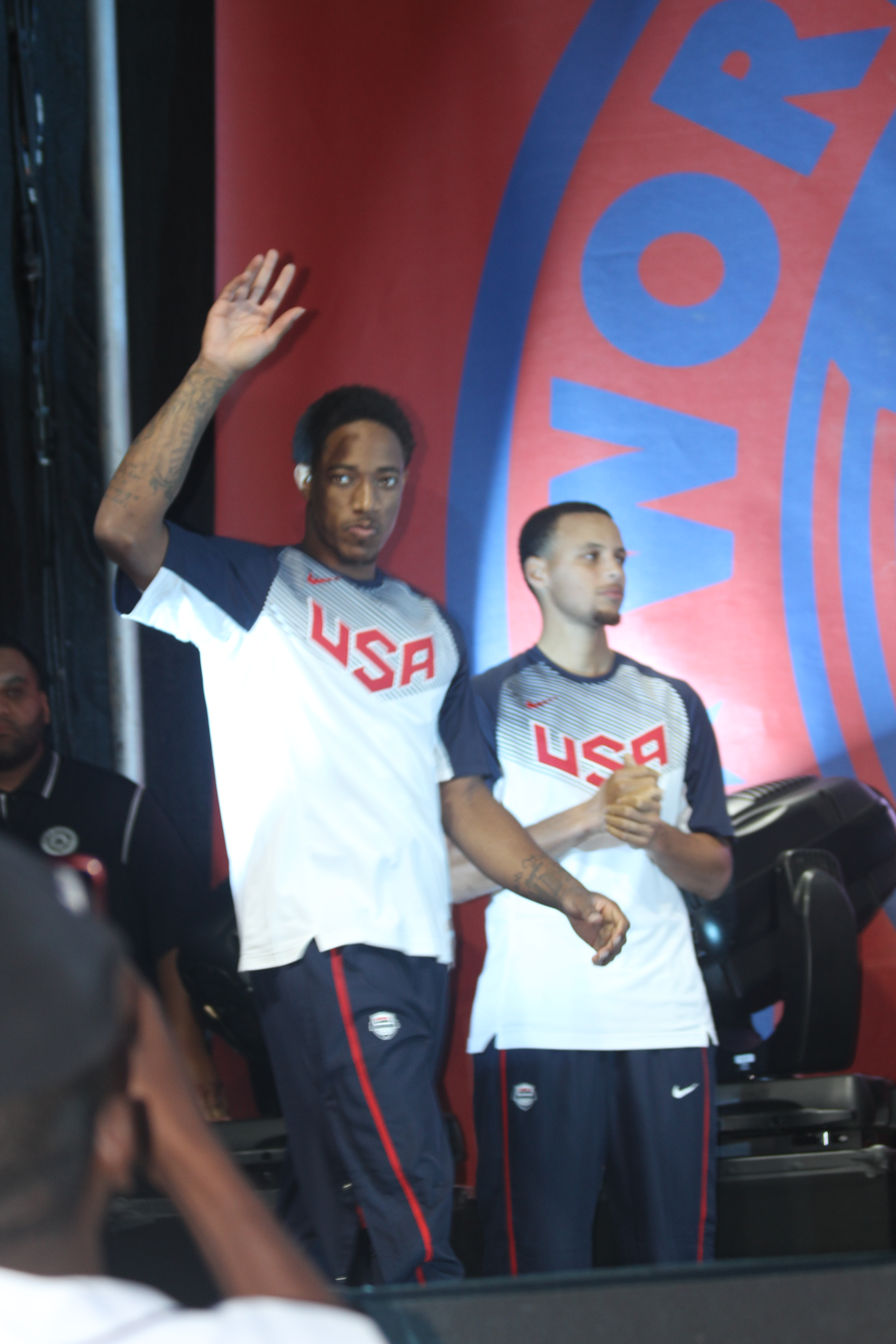
DeRozan (sinistra) con Steph Curry prima dei Mondiali 2014

Nel 2014 è stato convocato per i Mondiali 2014, in cui ha vinto la medaglia d'oro. Due anni dopo ha vinto un altro oro alle Olimpiadi di Rio 2016.

## Statistiche

### NCAA
| Anno      | Squadra     | PG | PT | MP   | TC%  | 3P%  | TL%  | RP  | AP  | PRP | SP  | PP   |
| --------- | ----------- | -- | -- | ---- | ---- | ---- | ---- | --- | --- | --- | --- | ---- |
| 2008-2009 | USC Trojans | 35 | 35 | 33,4 | 52,3 | 16,7 | 65,1 | 5,7 | 1,5 | 0,9 | 0,4 | 13,9 |
| Carriera  | Carriera    | 35 | 35 | 33,4 | 52,3 | 16,7 | 65,1 | 5,7 | 1,5 | 0,9 | 0,4 | 13,9 |

#### Massimi in carriera
- Massimo di punti: 26 vs Memphis Grizzlies (06 dicembre 2024)[37]
- Massimo di rimbalzi: 13 vs California-Los Angeles (13 marzo 2009)
- Massimo di assist: 4 (2 volte)
- Massimo di palle rubate: 3 vs Arizona State (15 gennaio 2009)
- Massimo di stoppate: 3 vs California-Berkeley (12 marzo 2009)
- Massimo di minuti giocati: 45 vs California-Berkeley (26 febbraio 2009)

### NBA

#### Regular Season
| Anno      | Squadra           | PG    | PT    | MP   | TC%  | 3P%  | TL%  | RP  | AP  | PRP | SP  | PP   |
| --------- | ----------------- | ----- | ----- | ---- | ---- | ---- | ---- | --- | --- | --- | --- | ---- |
| 2009-2010 | Toronto Raptors   | 77    | 65    | 21,6 | 49,8 | 25,0 | 76,3 | 2,9 | 0,7 | 0,6 | 0,2 | 8,6  |
| 2010-2011 | Toronto Raptors   | 82    | 82    | 34,8 | 46,7 | 9,6  | 81,3 | 3,8 | 1,8 | 1,0 | 0,4 | 17,2 |
| 2011-2012 | Toronto Raptors   | 63    | 63    | 35,0 | 42,2 | 26,1 | 81,0 | 3,3 | 2,0 | 0,8 | 0,3 | 16,7 |
| 2012-2013 | Toronto Raptors   | 82    | 82    | 36,7 | 44,5 | 28,3 | 83,1 | 3,9 | 2,5 | 0,9 | 0,3 | 18,1 |
| 2013-2014 | Toronto Raptors   | 79    | 79    | 38,2 | 42,9 | 30,5 | 82,4 | 4,3 | 4,0 | 1,1 | 0,4 | 22,7 |
| 2014-2015 | Toronto Raptors   | 60    | 60    | 35,0 | 41,3 | 28,4 | 83,2 | 4,6 | 3,5 | 1,2 | 0,2 | 20,1 |
| 2015-2016 | Toronto Raptors   | 78    | 78    | 35,9 | 44,6 | 33,8 | 85,0 | 4,5 | 4,0 | 1,0 | 0,3 | 23,5 |
| 2016-2017 | Toronto Raptors   | 74    | 74    | 35,4 | 46,7 | 26,6 | 84,2 | 5,2 | 3,9 | 1,1 | 0,2 | 27,3 |
| 2017-2018 | Toronto Raptors   | 80    | 80    | 33,9 | 45,6 | 31,0 | 82,5 | 3,9 | 5,2 | 1,1 | 0,3 | 23,0 |
| 2018-2019 | San Antonio Spurs | 77    | 77    | 34,9 | 48,1 | 15,6 | 83,0 | 6,0 | 6,2 | 1,1 | 0,5 | 21,2 |
| 2019-2020 | San Antonio Spurs | 68    | 68    | 34,1 | 53,1 | 25,7 | 84,5 | 5,5 | 5,6 | 1,0 | 0,3 | 22,1 |
| 2020-2021 | San Antonio Spurs | 61    | 61    | 33,7 | 49,5 | 25,7 | 88,0 | 4,2 | 6,9 | 0,9 | 0,2 | 21,6 |
| 2021-2022 | Chicago Bulls     | 76    | 76    | 36,1 | 50,4 | 35,2 | 87,7 | 5,2 | 4,9 | 0,9 | 0,3 | 27,9 |
| 2022-2023 | Chicago Bulls     | 74    | 74    | 36,2 | 50,4 | 32,4 | 87,2 | 4,6 | 5,1 | 1,1 | 0,5 | 24,5 |
| 2023-2024 | Chicago Bulls     | 79    | 79    | 37,8 | 48,0 | 33,3 | 85,3 | 4,3 | 5,3 | 1,1 | 0,6 | 24,0 |
| 2024-2025 | Sacramento Kings  | 77    | 77    | 35,9 | 47,7 | 32,8 | 85,7 | 3,9 | 4,4 | 0,8 | 0,4 | 22,2 |
| Carriera  | Carriera          | 1.187 | 1.175 | 34,7 | 46,9 | 30,0 | 84,2 | 4,4 | 4,1 | 1,0 | 0,3 | 21,3 |
| All-Star  | All-Star          | 5     | 3     | 22,3 | 55,2 | 12,5 | 80,0 | 3,8 | 3,4 | 1,0 | 0,0 | 14,6 |

#### Play-off
| Anno     | Squadra           | PG | PT | MP   | TC%  | 3P%  | TL%  | RP  | AP  | PRP | SP  | PP   |
| -------- | ----------------- | -- | -- | ---- | ---- | ---- | ---- | --- | --- | --- | --- | ---- |
| 2014     | Toronto Raptors   | 7  | 7  | 40,3 | 38,5 | 33,3 | 89,9 | 4,1 | 3,6 | 1,1 | 0,3 | 23,9 |
| 2015     | Toronto Raptors   | 4  | 4  | 39,8 | 40,0 | 37,5 | 82,4 | 6,3 | 5,8 | 1,5 | 0,0 | 20,3 |
| 2016     | Toronto Raptors   | 20 | 20 | 37,3 | 39,4 | 15,4 | 81,3 | 4,2 | 2,7 | 1,1 | 0,2 | 20,9 |
| 2017     | Toronto Raptors   | 10 | 10 | 37,3 | 43,4 | 6,7  | 88,8 | 4,9 | 3,4 | 1,4 | 0,0 | 22,4 |
| 2018     | Toronto Raptors   | 10 | 10 | 35,4 | 43,7 | 28,6 | 81,1 | 3,6 | 4,0 | 0,5 | 0,6 | 22,7 |
| 2019     | San Antonio Spurs | 7  | 7  | 35,9 | 48,7 | 0,0  | 86,4 | 6,7 | 4,6 | 1,1 | 0,1 | 22,0 |
| 2022     | Chicago Bulls     | 5  | 5  | 40,7 | 41,1 | 0,0  | 86,7 | 5,4 | 4,8 | 1,8 | 0,4 | 20,8 |
| Carriera | Carriera          | 63 | 63 | 37,6 | 41,8 | 21,4 | 85,2 | 4,7 | 3,7 | 1,1 | 0,2 | 21,8 |

#### Massimi in carriera
- Massimo di punti: 52 vs Milwaukee Bucks (1º gennaio 2018)[38]
- Massimo di rimbalzi: 15 vs Miami Heat (20 marzo 2019)
- Massimo assist: 14 (2 volte)
- Massimo di palle rubate: 6 (2 volte)
- Massimo di stoppate: 4 (2 volte)
- Massimo di minuti giocati: 60 vs Utah Jazz (12 novembre 2012)

### Nazionale
| Cronologia completa delle presenze e dei punti in Nazionale - Stati Uniti | Cronologia completa delle presenze e dei punti in Nazionale - Stati Uniti | Cronologia completa delle presenze e dei punti in Nazionale - Stati Uniti | Cronologia completa delle presenze e dei punti in Nazionale - Stati Uniti | Cronologia completa delle presenze e dei punti in Nazionale - Stati Uniti | Cronologia completa delle presenze e dei punti in Nazionale - Stati Uniti | Cronologia completa delle presenze e dei punti in Nazionale - Stati Uniti | Cronologia completa delle presenze e dei punti in Nazionale - Stati Uniti |
| Data                                                                      | Città                                                                     | In casa                                                                   | Risultato                                                                 | Ospiti                                                                    | Competizione                                                              | Punti                                                                     | Note                                                                      |
| ------------------------------------------------------------------------- | ------------------------------------------------------------------------- | ------------------------------------------------------------------------- | ------------------------------------------------------------------------- | ------------------------------------------------------------------------- | ------------------------------------------------------------------------- | ------------------------------------------------------------------------- | ------------------------------------------------------------------------- |
| 20-8-2014                                                                 | New York                                                                  | Stati Uniti                                                               | 105 - 62                                                                  | Rep. Dominicana                                                           | Amichevole                                                                | 13                                                                        |                                                                           |
| 26-8-2014                                                                 | Las Palmas                                                                | Slovenia                                                                  | 71 - 101                                                                  | Stati Uniti                                                               | Amichevole                                                                | 4                                                                         |                                                                           |
| 30-8-2014                                                                 | Barakaldo                                                                 | Stati Uniti                                                               | 114 - 55                                                                  | Finlandia                                                                 | Mondiali 2014 - 1º turno                                                  | 5                                                                         |                                                                           |
| 31-8-2014                                                                 | Barakaldo                                                                 | Turchia                                                                   | 77 - 98                                                                   | Stati Uniti                                                               | Mondiali 2014 - 1º turno                                                  | 2                                                                         |                                                                           |
| 2-9-2014                                                                  | Barakaldo                                                                 | Stati Uniti                                                               | 98 - 71                                                                   | Nuova Zelanda                                                             | Mondiali 2014 - 1º turno                                                  | 4                                                                         |                                                                           |
| 3-9-2014                                                                  | Barakaldo                                                                 | Stati Uniti                                                               | 106 - 71                                                                  | Rep. Dominicana                                                           | Mondiali 2014 - 1º turno                                                  | 11                                                                        |                                                                           |
| 4-9-2014                                                                  | Barakaldo                                                                 | Ucraina                                                                   | 71 - 95                                                                   | Stati Uniti                                                               | Mondiali 2014 - 1º turno                                                  | 5                                                                         |                                                                           |
| 6-9-2014                                                                  | Barcellona                                                                | Stati Uniti                                                               | 86 - 63                                                                   | Messico                                                                   | Mondiali 2014 - Ottavi di finale                                          | 0                                                                         |                                                                           |
| 9-9-2014                                                                  | Barcellona                                                                | Slovenia                                                                  | 76 - 119                                                                  | Stati Uniti                                                               | Mondiali 2014 - Quarti di finale                                          | 6                                                                         |                                                                           |
| 11-9-2014                                                                 | Barcellona                                                                | Stati Uniti                                                               | 96 - 68                                                                   | Lituania                                                                  | Mondiali 2014 - Semifinale                                                | 0                                                                         |                                                                           |
| 14-9-2014                                                                 | Madrid                                                                    | Stati Uniti                                                               | 129 - 92                                                                  | Serbia                                                                    | Mondiali 2014 - Finale                                                    | 10                                                                        |                                                                           |
| 22-7-2016                                                                 | Las Vegas                                                                 | Stati Uniti                                                               | 111 - 74                                                                  | Argentina                                                                 | Amichevole                                                                | 4                                                                         |                                                                           |
| 24-7-2016                                                                 | Los Angeles                                                               | Stati Uniti                                                               | 106 - 57                                                                  | Cina                                                                      | Amichevole                                                                | 13                                                                        |                                                                           |
| 26-7-2016                                                                 | Oakland                                                                   | Stati Uniti                                                               | 107 - 57                                                                  | Cina                                                                      | Amichevole                                                                | 4                                                                         |                                                                           |
| 29-7-2016                                                                 | Chicago                                                                   | Stati Uniti                                                               | 80 - 45                                                                   | Venezuela                                                                 | Amichevole                                                                | 8                                                                         |                                                                           |
| 1-8-2016                                                                  | Houston                                                                   | Stati Uniti                                                               | 110 - 66                                                                  | Nigeria                                                                   | Amichevole                                                                | 13                                                                        |                                                                           |
| 6-8-2016                                                                  | Rio de Janeiro                                                            | Stati Uniti                                                               | 119 - 62                                                                  | Cina                                                                      | Olimpiadi 2016 - 1º turno                                                 | 6                                                                         |                                                                           |
| 8-8-2016                                                                  | Rio de Janeiro                                                            | Stati Uniti                                                               | 113 - 69                                                                  | Venezuela                                                                 | Olimpiadi 2016 - 1º turno                                                 | 8                                                                         |                                                                           |
| 10-8-2016                                                                 | Rio de Janeiro                                                            | Australia                                                                 | 88 - 98                                                                   | Stati Uniti                                                               | Olimpiadi 2016 - 1º turno                                                 | 3                                                                         |                                                                           |
| 12-8-2016                                                                 | Rio de Janeiro                                                            | Stati Uniti                                                               | 94 - 91                                                                   | Serbia                                                                    | Olimpiadi 2016 - 1º turno                                                 | 10                                                                        |                                                                           |
| 14-8-2016                                                                 | Rio de Janeiro                                                            | Stati Uniti                                                               | 100 - 97                                                                  | Francia                                                                   | Olimpiadi 2016 - 1º turno                                                 | 5                                                                         |                                                                           |
| 17-8-2016                                                                 | Rio de Janeiro                                                            | Stati Uniti                                                               | 105 - 78                                                                  | Argentina                                                                 | Olimpiadi 2016 - Quarti di finale                                         | 6                                                                         |                                                                           |
| 21-8-2016                                                                 | Rio de Janeiro                                                            | Serbia                                                                    | 66 - 96                                                                   | Stati Uniti                                                               | Olimpiadi 2016 - Finale                                                   | 6                                                                         |                                                                           |
| Totale                                                                    |                                                                           | Presenze                                                                  | 23                                                                        |                                                                           | Punti                                                                     | 146                                                                       |                                                                           |

## Palmarès

### NCAA
- All More League First Team (2006, 2007)
- Nominato nel Los Angeles Times First Team (2007)
- Parade Magazine All-America First Team (2008)
- McDonald's All American (2008)
- Jordan Brand All-American Classic (2008)
- Nominato giocatore dell'anno dalla Southern California Interscholastic Basketball Coaches Association I-AA (titolo vinto con altri due atleti) (2008)
- Nominato nell'All-State Team (2008)
- Campione del Pac-10 Tournament (2009)
- Nominato miglior giocatore del Pac-10 Archiviato il 20 agosto 2008 in Internet Archive. Tournament (2009)

### NBA
- All-NBA Team: 3

Second Team: 2018, 2022
Third Team: 2017
- 6 volte NBA All-Star: (2014, 2016, 2017, 2018, 2022, 2023)
- Ventottesimo miglior marcatore di sempre sommando ABA e NBA
- Venticinquesimo miglior marcatore di sempre NBA